# Quassel IRC
Quassel IRC, o Quassel, è un client IRC grafico, distribuito, multi-piattaforma introdotto nel 2008.È pubblicato sotto la GNU General Public License per Linux e Unix-like sistemi operativi, OS X e Microsoft Windows. Dopo la pubblicazione di Kubuntu 9.04 (Jaunty Jackalope) Quassel è IRC Kubuntu client predefinito. Quassel utilizza la libreria di classi Qt 4.